# 알렉스 마펠리 모치
알렉스 마펠리 모치 백작(Count Alessandro Mapelli-Mozzi, 1951년 5월 7일 ~ )는 은퇴한 영국-이탈리아 알파인 스키 선수이다. 그는 1972년 동계 올림픽에서 영국을 대표하여 세 종목에 출전했다. 그는 영국 시민권과 이탈리아 시민권을 모두 보유하고 있다. 그는 요크 공녀 베아트리스의 시아버지이다. 2012년에는 프랑스 코트다쥐르 바르주 라 가르드프라이네에 거주하는 것으로 알려졌다.